# Li Yuchun
Li Yuchun (chino: 李宇春, pinyin: Lǐ Yǔchūn), (10 de marzo de 1984 en Chengdu, Sichuan), también conocida como Chris Lee, es una cantante pop y actriz china, que alcanzó la fama cuando ganó en el concurso de canto Super Girl a nivel nacional en 2005. Actualmente trabaja con Music Taihe Rye y lanzó su primer álbum titulado "The Queen", en septiembre de 2006. Su segundo álbum titulado "Mine", fue lanzado a principios de noviembre de 2007. Su tercer álbum, "Youth of China" fue lanzado en mayo de 2008, y su cuarto álbum, "Li Yuchun" salió en 2009. Ella hizo su debut en el cine en una película de 2009 titulada "Bodyguards and Assassins".

## Biografía
Nacida de una familia de clase obrera en Chengdu, Li Yuchun no se animó a seguir una carrera para el mundo del espectáculo. Su padre, un oficial de policía de ferrocarriles, y su madre, un ama de casa jubilada, quería ser médico. A la edad de 18 años, justo antes del examen nacional de ingreso a la universidad, le dijo a sus padres que ella quería entrar en un conservatorio de música. Aunque sorprendido por su ambición, sus padres encontraron un tutor música para ella. Se pensaba que iba a renunciar porque su probabilidad de tomar esa decisión era muy pequeña. Para su sorpresa, después de un mes de entrenamiento intensivo, vella aprobó el examen artísticaço. Eufórico con la oferta de admisión, Li llevó a cabo su primer concierto en vivo llamado, "La Última Batalla", que se llevó a cabo frente de su escuela secundaria antes de la ceremonia de su graduación. Después de graduarse, ella se fue a estudiar a un Conservatorio de Música de Sichuan.

### Super girl
Cuando Li cumplió los 21 años, decidió participar en la segunda edición del concurso Super Girl, (Versión china de Operación Triunfo) uno de los programas con más audiencia de la televisión china. La cantante pasó el casting de Chengdu y entró al programa como concursante. 
Aquella edición del concurso, se convirtió en el programa más visto en la historia de la televisión china, lo cual hizo que la popularidad de la cantante se disparara. Inesperadamente, Li fue la ganadora del concurso, se trataba de una sorpresa mayúscula, pues la joven rompía totalmente los estereotipos sobre las cantantes femeninas chinas. 
Al contrario que sus rivales en el concurso, Li Yuchun fue conocida desde el primer momento por una imagen andrógina y másculina. La joven cantante siempre aparecía sin maquillaje, vestida con pantalones pitillo, con camisas bajas de manga larga y con un peinado similar al de David Bowie en Space Oddissey. Aquella imagen quedaba acentuada además por su profundísima y grave voz.
En la final del concurso, la victoria de Li fue aplastante, pues recibió más de tres millones de votos por parte de la audiencia. Su imagen y estilo, poco ortodoxos, contribuyeron a cautivar a la audiencia.

### Carrera musical
Li comenzó su carrera musical propiamente dicha en octubre de 2005, fichando por la discográfica Taihe Rye Music, a la cual pertenecen muchos de los grandes nombres del Mandopop hecho en la China continental. Su primer sencillo fue "Tiánmì de, wǒ ài nǐ", seguido de un segundo sencillo titulado "Dōngtiān kuàilè", una canción navideña. Más tarde publicó un EP titulado "Gimme five".
A principios del 2006, la cantante dio tres conciertos acústicos en Chengdú, en Pekín y Shanghái. Esta ronda de conciertos titulada como "WHY ME", desde entonces suelen llevarse a cabo anualmente, en las fechas cercanas al cumpleaños de la cantante, convirtiéndose en todo un evento anual.
En septiembre del 2006, apareció el primer álbum de estudio de Li Yuchun, titulado "Huánghòu yǔ mèngxiǎng" (La reina y los sueños). El éxito de aquel disco fue atronador, vendiendo 500.000 copias en solo un mes. Justo después, la joven se embarcó en una gira por toda China, en la que presentó en directo las canciones de aquel disco.
El segundo álbum llegó un año después y volvió a hacer una gira multitudinaria pasando por las ciudades de Nankín, Guangzhou, Chongqing, Chengdu y Hangzhou, atrayendo a miles de amantes de la música.
Su tercer trabajo, un EP de seis canciones, titulado "Shàonián zhōngguó" (Juventud de China), fue publicado a mediados del 2008, coincidiendo con el comienzo de los Juegos Olímpicos de Pekín 2008. En este disco, al contrario que sus publicaciones anteriores, todas las canciones fueron compuestas por ella. La portada de aquel álbum, con una fuerte temática tradicional y patriótica, también fue diseñada por ella misma. 
En diciembre del año 2009, Li Yuchun publicó su cuarto y más exitoso disco, en cuya gira de presentación, a su paso por Pekín, las entradas se agotaron en 20 minutos.
Aquel año, la cantante debuta como actriz secundaria en el filme "Shíyuè wéichéng" (Guardaespaldas y asesinos), una película de artes marciales.

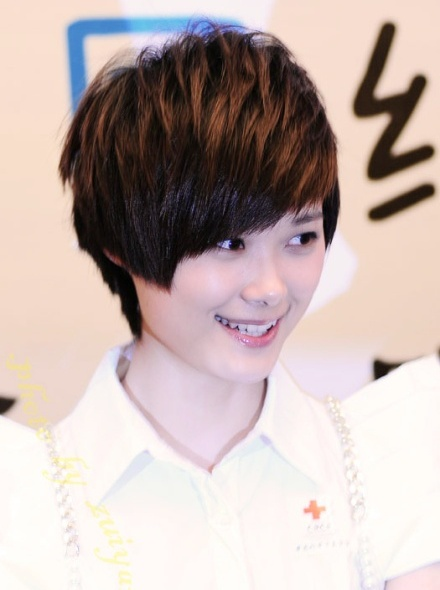
Li en 2011.

En el 2011, la cantante decidió cambiar de discográfica, pasando a fichar por EE Media, otra gran discográfica en la cual la vocalista decidió publicar su quinto álbum de estudio.

### Caridad
Li Yuchún, creó ella misma, una fundación solidaria con la intención de socorrer a los necesitados. Gran parte de las ganancias de su álbum de debut fueron destinadas a la cruz roja china, en un fondo destinado a la ayuda de los niños que sufren leucemia. 
En otra ocasión, Li Yuchun, donó la mayor parte de sus vestidos que había utilizado durante las galas de Super girl. Desde entonces, la fundación ha recibido cerca de 7.000 donaciones.

### Vida actual
La cantante ha aparecido en anuncios publicitarios de marcas como Hewlet Packard, Lenovo, Shwach, o Coca Cola.
A pesar de su condición de celebridad, Li Yuchún ha seguido manteniendo su vida simple, y en sus apariciones siempre ha aparecido utilizando ropa que no es de marca, y al contrario que otras estrellas, no le importa llevar varias veces la misma ropa frente a los medios de comunicación.

## Filmografía
| Año  | Título                                    | Personaje          | Premios |
| ---- | ----------------------------------------- | ------------------ | --- |
| 2009 | Bodyguards and Assassins 十月圍城         | Fang Hong 方紅     | Nominated - Hong Kong Film Award for Best Supporting Actress Nominated - Hong Kong Film Award for Best New Performer Nominated - Hong Kong Film Award for Best Original Film Song |
| 2011 | The Flying Swords of Dragon Gate 龙门飞甲 | Gu Shaotang 顾少棠 | |

### Apariciones en programas
| Año              | Programa                   | Notas                  |
| ---------------- | -------------------------- | ---------------------- |
| 2021             | Ace vs Ace S6 (王牌对王牌) | invitada               |
| 2015, 2016, 2017 | Happy Camp                 | 4 episodios - invitada |

### Eventos
| Año  | Título           | Notas |
| ---- | ---------------- | ----- |
| 2021 | 2020 Weibo Night |       |

## Discografía
| \| Album Type \| Information \| Tracklisting \| \| --------------- \| ------------------------------------------------------------------------------------------------------------------ \| ------------------------------------------------------------------------------------------------------------------------------------------------------------------------------------------------------------------------------------------------------------------------------------------------------------------------------------------------------------------------------------------------------------------------------------------------------------------------- \| \| 1st EP \| The Special Greeting For Chirs Birthday (生日特别限量版 珍藏版) - Released: 10 March 2006 - Label: Taihe Rye Music \| Ver listaTracklisting 1. Give Me Five 2. Give Me Five (Dj Hunter Remix) 3. 冬天快乐 [Happy Winter] 4. Give Me Five (Original Karaoke) 5. 冬天快乐 [Happy Winter] (Original Karaoke) \| \| 1st Studio \| The Queen and the Dreams (皇后与梦想) - Released: 15 September 2006 - Label: Taihe Rye Music \| Ver listaTracklisting 1. 皇后与梦想 [The Queen and the Dreams] 2. 舞 [Dancing] 3. Loving 4. 下雨 [Raining] 5. Kulala 6. Chris Lee 7. 等 [Waiting] 8. 想哭 [Wanna Cry] 9. 0.5英里 [0.5 Mile] 10. Happy Wake Up (Commercial song for Crest) 11. 冰菊物语 [Ice Chrysanthem] \| \| 2nd Studio \| Mine (我的) - Released: 1 November 2007 - Label: Taihe Rye Music \| Ver listaTracklisting 1. 我的王国 [My Kingdom] 2. 我 [I] 3. 漂浮地铁 [Floating Subway] 4. Stop 5. Happy Hour 6. 我的88个朋友 [My 88 Friends] 7. 我的黑白色 [My Black and White] 8. 潘帕斯之舞 [Dance of Pampas] 9. 爱的12句 [12 Sentenses In Love] 10. Over It 11. 我的功夫 [My Kungfu] \| \| 2nd EP \| Youth of China (少年中国) - Released: 28 April 2008 - Label: Taihe Rye Music \| Ver listaTracklisting 1. 少年中国 [Youth of China] 2. 差生 [Poor Student] 3. 秀才胡同 [Xiu Cai Hu Tong] 4. 我是你的 [I am Your XX] 5. 花容瘦 [Hua Rong Shou] 6. HNTV \| \| 1st Compilation \| N+1 Evolution - Released: 25 December 2008 - Label: Taihe Rye Music \| Ver listaTracklisting CD 1 1. 一开始就知道 2. 梨花香 3. N+1 4. 爱的太傻 5. 和你一样 6. 漂浮地铁 7. 我的黑白色 8. 0.5英里 9. 冰菊物语(钢琴版) 10. 下雨 11. 冬天快乐 CD 2 1. 皇后与梦想 2. Loving 3. Happy Wake Up 4. Kulala 5. 想哭 6. 下雨 7. 0.5英里 8. 舞 9. Chris Lee 10. 我的王国 11. N+1 12. Over It 13. 我的功夫 14. Stop 15. 我是你的XX 16. 和你一样 DVD 1. N+1 2. 爱的太傻 3. 和你一样 4. STOP 5. 漂浮地铁 6. 我的王国 7. 差生 8. 秀才胡同 9. 少年中国 10. 梨花香 \| \| 3rd Studio \| Chris Lee (李宇春) - Released: 18 August 2009 - Label: Taihe Rye Music \| Ver listaTracklisting 1. 阿么 [AMO] 2. 下个,路口,见 [Meet You at Next Crossing] 3. 常旅客 [Frequent Flyer] 4. 一点一点 [Little By Little] 5. 小朋友[Little Kid] 6. 脚踏板[Foot Rest] 7. 小宇宙 [Little Universe] 8. 千域千寻 [Qian Yu Qian Xun] 9. 籁赋 [Live] 10. 活该 [Deserved It] 11. 还有我疼你 [Still Got Me to Love You] \| \| 4th Studio \| The Formidable Youth Dancing Artiste (会跳舞的文艺青年) - Released: 2 April 2011 - Label: EE Media \| Ver listaTracklisting 1. 会跳舞的文艺青年 [The Formidable Youth Dancing Artiste] 2. 对不起﹐只是忽然很想你 [I Am Sorry, but Suddenly I Miss You] 3. 我唱啦啦啦 [I Sing La La La] 4. 失心疯 [Insane] 5. 淹死的鱼 [Drowning Fish] 6. 街角 [Street Corner] 7. 小聪明舞曲 [Clever-Clever Dance] 8. 入戏 [Into a Play] 9. 没有计划的旅行 [Plan-less Travel] 10. My Love \| \| 5th Studio \| Old If Not Wild (再不疯狂我们就老了) - Released: 4 September 2012 - Label: EE Media \| Ver listaTracklisting 1. 似火年华 [Years Like Fire] 2. 聋子 [Deaf] 3. 海上的月亮 [The Moon At Sea] 4. 感谢你感动我 [Thank You for Emotionally Moving Me] 5. 生命线 [Lifeline] 6. Hello Baby 7. 当时 [Then] 8. Say Goodbye 9. 禁界 [Endure Extent] 10. 再不疯狂我们就老了 [Old If Not Wild] \| | - 2005 "Sweetheart, I Love You" (en chino, 甜蜜的, 我爱你) - 2005 "Happy Winter" (en chino, 冬天快乐) - 2006 "Give Me Five" - 2006 唱得响亮 (Theme Song for 2006 Super Girl Singing Contest) - 2007 "N+1" - 2007 爱的太傻 (Theme Song for Popular Korean Show Princess Hours, Chinese version) - 2007 和你一样 (Theme Song for Chinese Red Cross Foundation (CRCF), written by her fans) - 2007 "Green" (A charitable song dedicated to Greenpeace 绿色和平公益歌曲) - 2007 "Come to Dance" (Theme song for the celebrity dancing show 'strictly come dancing' launched by HNWS and TVB) - 2008 相信 - 2008 倾国倾城 - 2008 梨花香 (Theme Song for the Chinese film 十全九美) - 2008 红遍全球 (Coca Cola Song for 2008 Pekín Olympics - 2008 用爱点亮希望 - 2008 一开始就知道 - 2008 "Why Me" (Theme Song for the "Why Me" concert) - 2009 Sichuan Embroidery(Chinese:蜀绣) - 2009 湘江的笔画 - 2009 AOAEO 出发 (Theme Song for "Journey to the West" Animation) - 2009 Powder(Chinese:粉末) (Theme Song for "Bodyguards and Assassins") - 2009 AMO (Chinese:阿么) - 2010 Meet You at Next Crossing (Chinese:下个,路口,见) - 2010 I Am Here (Chinese:我在这里) (Theme Song for "Volunteer Universiade 2011") - 2010 Prologue (Chinese:序幕) - 2011 The Formidable Youth Dancing Artiste (Chinese:会跳舞的文艺青年) - 2011 I Am Sorry, but Suddenly I Miss You (Chinese:对不起﹐只是忽然很想你) | |
| Album Type | Information | Tracklisting |
| 1st EP | The Special Greeting For Chirs Birthday (生日特别限量版 珍藏版) - Released: 10 March 2006 - Label: Taihe Rye Music | Ver listaTracklisting 1. Give Me Five 2. Give Me Five (Dj Hunter Remix) 3. 冬天快乐 [Happy Winter] 4. Give Me Five (Original Karaoke) 5. 冬天快乐 [Happy Winter] (Original Karaoke) |
| 1st Studio | The Queen and the Dreams (皇后与梦想) - Released: 15 September 2006 - Label: Taihe Rye Music | Ver listaTracklisting 1. 皇后与梦想 [The Queen and the Dreams] 2. 舞 [Dancing] 3. Loving 4. 下雨 [Raining] 5. Kulala 6. Chris Lee 7. 等 [Waiting] 8. 想哭 [Wanna Cry] 9. 0.5英里 [0.5 Mile] 10. Happy Wake Up (Commercial song for Crest) 11. 冰菊物语 [Ice Chrysanthem] |
| 2nd Studio | Mine (我的) - Released: 1 November 2007 - Label: Taihe Rye Music | Ver listaTracklisting 1. 我的王国 [My Kingdom] 2. 我 [I] 3. 漂浮地铁 [Floating Subway] 4. Stop 5. Happy Hour 6. 我的88个朋友 [My 88 Friends] 7. 我的黑白色 [My Black and White] 8. 潘帕斯之舞 [Dance of Pampas] 9. 爱的12句 [12 Sentenses In Love] 10. Over It 11. 我的功夫 [My Kungfu] |
| 2nd EP | Youth of China (少年中国) - Released: 28 April 2008 - Label: Taihe Rye Music | Ver listaTracklisting 1. 少年中国 [Youth of China] 2. 差生 [Poor Student] 3. 秀才胡同 [Xiu Cai Hu Tong] 4. 我是你的 [I am Your XX] 5. 花容瘦 [Hua Rong Shou] 6. HNTV |
| 1st Compilation | N+1 Evolution - Released: 25 December 2008 - Label: Taihe Rye Music | Ver listaTracklisting CD 1 1. 一开始就知道 2. 梨花香 3. N+1 4. 爱的太傻 5. 和你一样 6. 漂浮地铁 7. 我的黑白色 8. 0.5英里 9. 冰菊物语(钢琴版) 10. 下雨 11. 冬天快乐 CD 2 1. 皇后与梦想 2. Loving 3. Happy Wake Up 4. Kulala 5. 想哭 6. 下雨 7. 0.5英里 8. 舞 9. Chris Lee 10. 我的王国 11. N+1 12. Over It 13. 我的功夫 14. Stop 15. 我是你的XX 16. 和你一样 DVD 1. N+1 2. 爱的太傻 3. 和你一样 4. STOP 5. 漂浮地铁 6. 我的王国 7. 差生 8. 秀才胡同 9. 少年中国 10. 梨花香 |
| 3rd Studio | Chris Lee (李宇春) - Released: 18 August 2009 - Label: Taihe Rye Music | Ver listaTracklisting 1. 阿么 [AMO] 2. 下个,路口,见 [Meet You at Next Crossing] 3. 常旅客 [Frequent Flyer] 4. 一点一点 [Little By Little] 5. 小朋友[Little Kid] 6. 脚踏板[Foot Rest] 7. 小宇宙 [Little Universe] 8. 千域千寻 [Qian Yu Qian Xun] 9. 籁赋 [Live] 10. 活该 [Deserved It] 11. 还有我疼你 [Still Got Me to Love You] |
| 4th Studio | The Formidable Youth Dancing Artiste (会跳舞的文艺青年) - Released: 2 April 2011 - Label: EE Media | Ver listaTracklisting 1. 会跳舞的文艺青年 [The Formidable Youth Dancing Artiste] 2. 对不起﹐只是忽然很想你 [I Am Sorry, but Suddenly I Miss You] 3. 我唱啦啦啦 [I Sing La La La] 4. 失心疯 [Insane] 5. 淹死的鱼 [Drowning Fish] 6. 街角 [Street Corner] 7. 小聪明舞曲 [Clever-Clever Dance] 8. 入戏 [Into a Play] 9. 没有计划的旅行 [Plan-less Travel] 10. My Love |
| 5th Studio | Old If Not Wild (再不疯狂我们就老了) - Released: 4 September 2012 - Label: EE Media | Ver listaTracklisting 1. 似火年华 [Years Like Fire] 2. 聋子 [Deaf] 3. 海上的月亮 [The Moon At Sea] 4. 感谢你感动我 [Thank You for Emotionally Moving Me] 5. 生命线 [Lifeline] 6. Hello Baby 7. 当时 [Then] 8. Say Goodbye 9. 禁界 [Endure Extent] 10. 再不疯狂我们就老了 [Old If Not Wild] |